# Бејблејд бурст
Бејблејд бурст (јап. ベイブレードバースト), познато и као Бејблејд прасак у Србији, је манга и линија играчака творца Хира Морите, базирана на Такара Томи франшизи Бејблејд. Трећа инкарнација франшизе након серије Метална фузија, линија играчака Бејблејд бурст је покренута 2015. године, исте године када и манга.
Манга је адаптирана у аниме серијал од седам сезона. У Србији тренутно је синхронизовано првих пет. Сезоне 1—3 синхронизовао је студио Блухаус, док је сезоне 4 и 5 радио студио Облакодер.

## Радња
Прве две сезоне фокусирају се на Волта Аоија, Шуа Куренаија, и њихове пријатеље који на путу до титуле најбољег блејдера морају да учествују на јапанском, европском и светском шампионату. Трећа сезона прати Ајгера Акабанеа, хиперактивног блејдера који жели да порази сада легендарног Волта. Слично томе, четврта сезона прати Дантеа Корјуа и његове напоре да постане моћни блејдер налик Волту. Пета сезона се одвија за време Волтовог такмичења, и прати браћу Хјуга и Хикаруа. Шеста сезона прати Бела Дајзора који жели да уништи све блејдере и постане „мрачни принц“. 

## Франшиза

### Манга
Мангу Бејблејд бурст написао је и илустровао Хиро Морита. Серијализовала се од 15. јула 2015. до 15. децембра 2021. године у Шогакукановој манга ревији CoroCoro Comic. Поглавља су сакупљена у 20 танкобона; први је изашао 28. децембра 2015., а последњи 28. марта 2022. године.

### Аниме
Манга је адаптирана у аниме серијал од седам сезона, с тим да су сезоне 4—7 оригиналне нет анимације. Прва сезона, сачињена од 51 епизоде, емитовала се у Јапану од 4. априла 2016. до 27. марта 2017. године. Друга сезона, Бејблејд бурст: Еволуција, емитовала се од 3. априла 2017. до 26. марта 2018. године, са истим бројем епизода. Трећа сезона, Бејблејд бурст: Турбо, такође има 51 епизоду, и емитовала се од 2. априла 2018. до 25. марта 2019. године. Сезоне 4, 5 и 6 у Јапану садрже 52 епизоде у трајању од 12-13 минута. Четврта сезона, Бејблејд бурст: Уздизање, емитовала се од 5. априла 2019., до 27. марта 2020. године; пета, Бејблејд бурст: Серџ, емитовала се од 3. априла 2020., до 19. марта 2021.; и шеста, Бејблејд бурст: КуадДрајв, емитовала се од 2. априла 2021. до 18. марта 2022. године. Седма сезона, Бејблејд бурст: КуадСтрајк, планирана је за 2023. годину.
У Србији су приказиване аниме серије Бејблејд бурст, на каналима Ултра, Топ и РТС 2, Бејблејд бурст: Еволуција на каналима Pikaboo и Топ и Бејблејд бурст: Турбо на каналу Pikaboo, синхронизоване на српски језик. Синхронизацију је радио студио Blue House. Серијал Бејблејд бурст: Уздизање се од 13. октобра 2020. емитовао на каналу Декси ТВ. Серијал Бејблејд бурст: Серџ емитовао се на истом каналу од 18. јануара 2021. Синхронизацију је радио студио Облакодер.

#### Улоге

##### Сезоне 1—3 (студио Блухаус)
| Име лика | Српски глас       |
| --- | ----------------- |
| Волт/Валт Аои | Александра Ширкић |
| Ајгер Акабане, Рејна | Снежана Јеремић   |
| Данте Корју | Ана Поповић       |
| Шу Куренаи, Ксандер Шакадера, Зак Канегуро, Сајлас Карлајл, Пол Орландо, Хајнрих, Азурно око, Таига Акабане, Хеи-ђин О, приповедач итд. | Марко Марковић    |
| Рантаро Кијама | Милан Тубић       |
| Фубуки Сумије, Луи, Коџи, Ивел | Огњен Дрењанин    |
| Ранџиро Кијама, Вакија Мурасаки, Акира Јаматога, Укио Ибуки, Артур Лоренс, Црно око, Кајл Хаким                                         | Даниел Сич        |
| Танго Корју | Бранислав Платиша |
| Даиго Курогами, Југо Нансуи | Стеван Пиале      |
| Токо Аои, Ника Аои, додатни гласови | Мина Лазаревић    |
| Гвин Рејнолдс, Хјуга Хизаши | Ђурђина Радић     |
| Каио Корју, Нобору Хизаши | Предраг Ђорђевић  |
| Кит Лопез | Вук Гајић         |
| Фри де ла Хоја, Гасем Мадал, Сребрно око, Ксавијер Богард                                                                               | Милан Антонић     |
| Хајд, Раго, Хершел, Кејзер, додатни гласови                                                                                             | Милан Чучиловић   |
| Додатни гласови | Дејан Дедић       |
| Уводна шпица | Марко Марковић    |

##### Сезоне 4—5, 7 (студио Облакодер)
| Име лика                              | Српски глас |
| ------------------------------------- | --- |
| Данте Корју                           | Ана Поповић |
| Танго Корју                           | Бранислав Платиша |
| Волт/Валт Аои                         | Анита Стојадиновић |
| Ајгер Акабане, Рејна                  | Снежана Јеремић |
| Каио Корју, Нобору Хизаши, приповедач | Предраг Ђорђевић |
| Фумија Киндо                          | Страхиња Блажић |
| Гвин Рејнолдс, Хјуга Хизаши           | Ђурђина Радић |
| Шу Куренаи                            | Бранислав Јевтић |
| Додатни гласови                       | Милош Лаловић, Нина Перишић, Маја Шумоња, Александар Кецман, Стеван Шербеџија, Никола Ранђеловић, Филип Станковски, Дејан Дедић |
| Уводна шпица                          | Лука Матковић (С04), Виктор Влајић (С05)                                                                                        |